# Ризикостійкість підприємства
Ризикості́йкість підприє́мства — це складова загальної стійкості підприємства, інтегральна характеристика підприємства як відкритої соціально-економічної системи, яка характеризує загальні можливості ефективного рівноважного безперебійного функціонування організації протистояння ризикам, незважаючи на їх негативний вплив.
Ризикостійкість підприємства визначає можливість забезпечити заплановані результати, не зважаючи на дію ризик-чинників.
Наявність ризикостійкості, як правило, визначається одночасною дією двох полярних тенденцій. Перша пов'язана з відтворенням і збереженням набутих системних якостей, інша забезпечує можливість адаптації підприємства до нових умов. Таким чином, слід розрізняти ризикостійкість постійну (первісну) та змінну (набуту) — за аналогією з біологічним імунітетом організму. 
Первісна ризикостійкість формується на етапі створення підприємства і визначається ресурсною базою, галузевими та регіональними умовами, змінюючись у середньо- та довгостроковій перспективі відповідно до досягнення стратегічних цілей. 
Набута ризикостійкість залежить від тактичних та оперативних управлінських заходів, реалізованих у процесі діяльності, специфіки мікрооточення підприємства, ризикоагресивності середовища.
Залежно від наявності компенсаторних засобів, впливу зовнішнього середовища, ресурсного потенціалу, ризикоагресивності середовища, первісного та набутого компонентів ризикостійкості стан підприємства можна ідентифікувати як стійкий, умовно стійкий та нестійкий до дії ризиків.
Характерною рисою стійких систем є їхня здатність впливати на навколишнє середовище, що супроводжується формуванням додаткових ресурсних потоків. При цьому як зовнішнє середовище необхідно розглядати не стільки конкретні економічні суб'єкти (постачальників, споживачів, конкурентів), скільки відносини між ними й підприємством. Характер цих взаємин визначає зовнішній профіль економічного ризику підприємства.
Погіршення якісних і зниження кількісних показників діяльності підприємства є результатом зниження ризикостійкості та порушення стану рівноваги. Здійснення ефективного управління ризикостійкістю на високому професійному рівні допоможе не тільки мінімізувати негативний вплив загроз і ризиків, а також надасть підприємству можливість стабільно функціонувати навіть в умовах ризику.
Категорія «ризикостійкість» залежить від кількісних і якісних чинників та параметрів, які впливають на її забезпечення. Процес зміни цих параметрів передбачає управління ризикостійкостю .
При управлінні ризикостійкістю особливу увагу необхідно звернути на фінансовий стан підприємства, адже можливість забезпечення підприємства необхідним рівнем грошових ресурсів є визначальним для створення високого рівня ризикостійкості. При цьому цільовим параметром визначення рівня ризикостійкості є такі характеристики, як рівень рентабельності, плановий обсяг прибутку, доходу, вартість підприємства (її збільшення або зменшення).
З урахуванням стану внутрішнього та зовнішнього середовища і параметрів діяльності підприємства у процесі управління ризикостійкістю необхідно підібрати такі засоби та заходи з мінімізації або нейтралізації негативної дії чинників ризику, які б забезпечили мінімізацію витрат на реалізацію таких заходів, враховували особливості діяльності підприємства, обмеженість ресурсів, первісний компонент ризикостійкості.
В економічній літературі сукупність методів боротьби з різними ризиками прийнято поділяти на три групи: превентивні, репресивні, компенсаційні.
Превентивні методи передбачають проведення заходів, спрямованих на попередження непередбачених руйнівних подій з метою зниження ймовірності та величини збитку (наприклад, протипожежні заходи, попередження інфекційних захворювань тощо). Превентивні заходи ґрунтуються на контролі за ризиком як методі мінімізації збитків. Репресивні методи управління ризиком спрямовані на зменшення ризику, який вже відбувається (наприклад, боротьба з пожежею, повінню). Компенсаційні методи спрямовані на фінансування понесених витрат. 
До методів управління ризикостійкостю відносять такі:
-	передача, страхування ризику;
-	хеджування ризику;
-	розподіл ризику;
-	локалізація ризику;
-	лімітування ризику;
-	диверсифікація ризику;
-	самострахування;
-	компенсація ризику.
Слід зауважити, що управління ризикостійкістю підприємства передбачає забезпечення стійкого розвитку в умовах ризику, а не уникнення останнього.